# Brepols
Brepols，是比利時的出版社，位于蒂伦豪特。曾運營世界上規模數一數二的印刷廠。曾以印刷祷告书为主，现主要出版历史方面研究与古代基督教著作，尤以Corpus Christianorum著名。